# IRINS Makran
Le Makran, (persan : ناو بندر مکران), est un navire-base polyvalent et actuellement le plus grand navire de l'Armée de la république islamique d'Iran et des pays du Moyen-Orient. Mis en service le 13 janvier 2021, il est capable de transporter des hélicoptères, des sous-marins de poche et des vedettes. Il augmente considérablement la capacité de soutien de la marine iranienne à ses expéditions navales en eaux internationales,,.
Ce navire-base est censé stationner en mer et ne revient pas au port tant qu'il n'a pas besoin d'une maintenance lourde ; la position du Makran est déterminée selon les stratégies extraterritoriale de l'Iran en haute mer. Il doit assurer le soutien logistique de flottilles, en particulier dans le nord de l'océan Indien, le Bab-el-Mandeb et la mer Rouge. Il dispose de deux plates-formes de lancement de missiles, de 6 positions d'artillerie défensive, de divers systèmes de guerre électronique installés au sommet du mât,,,.

## Makran
Son nom est une référence à Makran (persan: مکران), mentionné par certaines sources comme Mecran et Mokrān, une bande côtière semi-désertique située au Balouchistan, à la frontière du Pakistan et de la République islamique d'Iran, le long de la côte du golfe d'Oman.

## Base navale en mer
Ce navire fonctionne comme une base navale mobile [seabasing] (en), de transport et de support de moyens adjacents.

## Caractéristiques
Le pétrolier dont il est issu, amarré sur le brise-lames du port de Bandar Abbas de juillet 2019 à août 2020 (un emplacement précédemment utilisé par le navire de ravitaillement IRIN Kharg (431) qui a sombré à la suite d'un incendie début juin 2021) a ensuite été déplacé le long de la côte du Golfe jusqu'à une cale sèche au Complexe de construction navale et d'industries offshore d'Iran (ISOICO) pour modification, et a été remis à l'eau entre le 3 et le 8 décembre 2020.

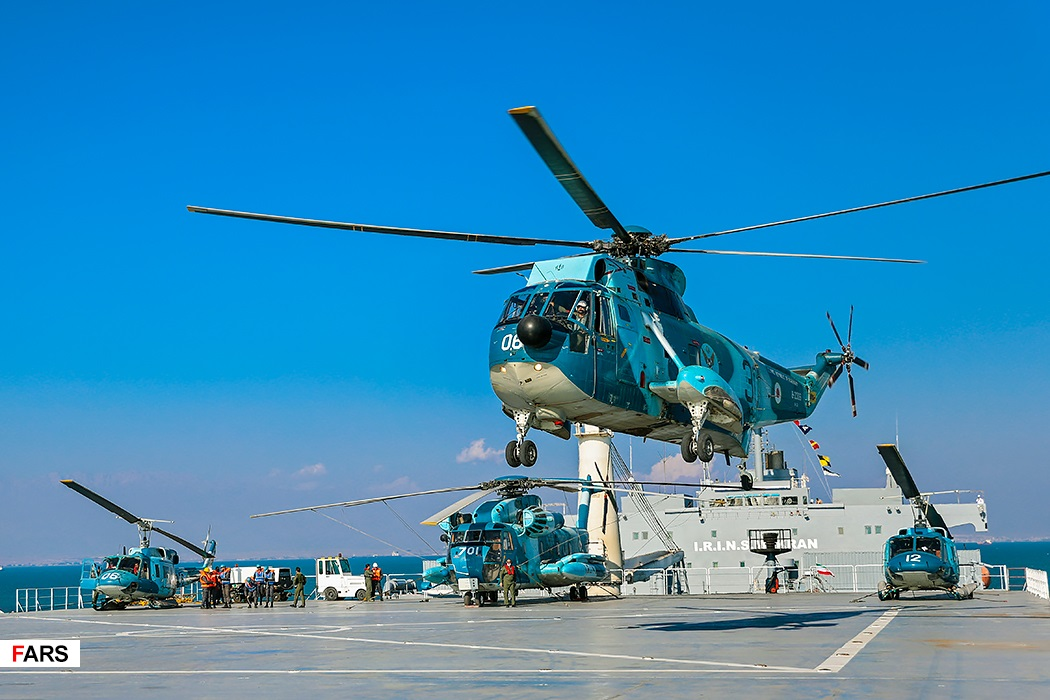
Le pont du Makran le 13 janvier 2021, un hélicoptères SH-3 Sea-King sur le point d'atterrissage, un hélicoptère RH-53D Sea Stallion et deux hélicoptères Bell-212 au fond.

En apparence, le changement majeur du navire de soutien Makran par rapport au pétrolier de base est lié à l'ajout d'un pont d'envol dans la moitié avant du pont, d'une longueur d'environ quatre-vingt-cinq mètres et une largeur égale à celle de la coque surélevée sur des conteneurs maritimes. Il ne dispose pas de hangar. Ce large pont  lui permet de déployer aisément cinq hélicoptères simultanément, par une combinaison de deux hélicoptères Bell-212, deux hélicoptères SH-3 Sea-King et un hélicoptère RH-53D Sea Stallion,,, mais début juin (?), ce dernier hélicoptère n'a pas été vu sur le pont d'envol.
Un système de reconnaissance de signal [ESM] de conception nationale, des radars en bande X et des systèmes de télécommunications peut être observés sur le Makran. Selon les médias d'état iraniens, les missiles à longue portée Qader (300 kilomètres) et les missiles Abu-Mahdi (en) dont la portée est supérieure à 1 000 km, sont les principales options anti-navires de ce navire,,.
Sa grue peut lancer de petits bateaux, dont au moins quatre peuvent être stockés à côté du pont d'envol. Quatre vedettes rapides d'une capacité de douze personnes, équipées d'un lance-roquettes de 107 mm à 11 coups, et 4 sous-marins de poche qui sont destinés aux opérations spécifiques de Sabah-15 (?), une capacité de 150 forces spéciales, sont d'autres capacités du Makran. Divers véhicules aériens sans pilote peuvent effectuer des opérations à partir du bateau, parmi lesquels, selon les médias d'état iraniens « le drone à décollage et atterrissage vertical Pelican d'une portée de 1 200 km, équipé de systèmes optroniques pour les opérations de reconnaissance et de ciblage,.